# Pleine-Selve, Gironde

Pleine-Selve este o comună în departamentul Gironde din sud-vestul Franței. În 2009 avea o populație de 215 de locuitori.

## Evoluția populației
| An        | 1975 | 1982 | 1990 | 1999 | 2006 | 2009 |
| --------- | ---- | ---- | ---- | ---- | ---- | ---- |
| Populație | 237  | 235  | 191  | 192  | 208  | 215  |